# Season of Memories
《Season of Memories》는 여자친구의 첫 번째 싱글 앨범이다. 2025년 1월 13일 쏘스뮤직에서 발매되었다. 이 앨범은 그룹의 10주년을 기념하는 특별 프로젝트이며, 2020년 《回:Walpurgis Night》 이후 첫 발매되는 앨범이다.

## 배경 및 발매
여자친구는 2015년 《Season of Glass》로 데뷔했다. 2021년 5월, 쏘스뮤직은 그룹이 전속 계약 만료로 소속사를 떠날 것이라고 발표했다. 2022년, 전 멤버 은하, 신비, 엄지는 BPM 엔터테인먼트 산하에서 VIVIZ를 결성하기 위해 재회했다.
2024년 9월 24일, 쏘스뮤직은 여자친구 멤버들이 2025년 1월 10주년을 기념하는 특별 프로젝트로 재회할 것이라고 확인했다. 2024년 11월, 일간스포츠는 2025년 1월의 "특별 프로젝트"가 앨범이 될 것이지만, 규모와 콘셉트는 아직 결정되지 않았다고 보도했다.
여자친구의 재결합 프로젝트인 《Season of Memories》는 2024년 12월 2일 공식적으로 "스페셜 앨범"으로 발표되었으며, 2025년 1월 13일에 발매될 예정이며, 1월 6일에 선공개 싱글이 선행된다. 동시에 그룹은 1월 18일과 19일에 서울 올림픽홀에서 두 번의 콘서트를 개최할 것이라고 발표되었다. 컴백에 대해 여자친구 멤버 소원은 "무슨 일이 있어도, 우리는 재결합하거나 해체한 적이 없다. 4년 동안 기다려온 무대에 다시 설 수 있어서 너무 행복하다"고 밝혔다.

## 홍보
《Season of Memories》는 2025년 1월 17일 서울에서 시작하는 아시아 콘서트 투어로 홍보될 예정이다. 앨범과 함께 서울 올림픽홀에서 두 번의 단독 콘서트로 처음 발표되었지만, 12월 9일 티켓이 빠르게 매진된 후 세 번째 공연이 추가되었다. 12월 18일, 콘서트 시리즈는 일본, 대만, 홍콩 도시를 3월에 방문하는 아시아 투어로 더욱 확대되었다. 발표에는 눈밭을 달리는 그룹 멤버들을 보여주는 콘서트 티저 포스터가 포함되었다.
그룹은 1월 5일 일본 후쿠오카에서 열린 제39회 골든 디스크 어워즈에서도 공연했다.

## 트랙 목록
| #            | 제목                                             | 작사·작곡                                                                                     | 프로듀서         | 재생 시간 |
| ------------ | ------------------------------------------------ | --------------------------------------------------------------------------------------------- | ---------------- | --------- |
| 1.           | 〈Season of Memories〉 (우리의 다정한 계절 속에) | 노주환 신타로 야스다 이원종 타카유키 "코지로" 사사키                                          | 노 이 야스다     | 3:06      |
| 2.           | 〈Always〉                                       | 로렌 만델 롤로 레노 린야마 이원종 리비 하파넨 유주 엄지 당케 정칠리 (PNP) 김수지 백새임 (PNP) | 린야마 이 하파넨 | 3:01      |
| 총 재생 시간 | 총 재생 시간                                     | 총 재생 시간                                                                                  | 총 재생 시간     | 6:07      |

주석
- "Season of Memories"의 한국어 제목은 "우리의 다정한 계절 속에"로, "우리의 다정한 계절 속에"를 의미한다.

## 차트
| 차트 (2025)                         | 최고 순위 |
| 30                                  |           |
| ----------------------------------- | --------- |
| 재팬 톱 싱글즈 세일즈 (빌보드 재팬) | 24        |
| 대한민국 앨범 (써클)                | 3         |

| 차트 (2025)          | 순위 |
| -------------------- | ---- |
| 대한민국 앨범 (써클) | 10   |

## 발매 역사
| 지역      | 날짜            | 형식                     | 레이블      |
| --------- | --------------- | ------------------------ | ----------- |
| 여러 지역 | 2025년 1월 13일 | 디지털 다운로드 스트리밍 | 쏘스뮤직    |
| 대한민국  | 2025년 1월 13일 | CD                       | 쏘스뮤직    |
| 일본      | 2025년 1월 13일 | CD 싱글                  | 하이브 재팬 |

## 주해
1. ↑  "스페셜 앨범"으로 홍보됨[1]